# Dopasia ludovici
Dopasia ludovici là một loài thằn lằn trong họ Anguidae. Loài này được Mocquard mô tả khoa học đầu tiên năm 1905.